# Jeff Greenstein
Jeff Greenstein é um produtor e roteirista de séries televisivas estadunidense, que já trabalhou em séries como Friends, Desperate Housewives e Will & Grace.